# Edward Arthur Milne
Edward Arthur Milne   (Kingston upon Hull, 14 de febrer de 1896 - Dublín, 21 de setembre de 1950) va ser un astrofísic i matemàtic britànic. Rebé la Medalla d'or de la Societat Astronòmica Reial (1935), la Medalla de la Royal Society (1941) i la Bruce Medal (1945). El cràter Milne a la Lluna porta el seu nom
Milne va assistir a l'escola de Hymers i des d'allà va guanyar una beca oberta en matemàtiques i ciències naturals per estudiar al Trinity College de Cambridge el 1914, on va aconseguir la millor marca que mai s'havia atorgat en l'examen.
Va ser membre del Trinity College de Cambridge, (1919–1925), vicedirector de l'observatori solar de física, (1920–1924), professor de matemàtiques a Trinity, (1924–1925), i conferenciant/professor d'universitat en l'astrofísica, (1922–1925). Era professor de matemàtica aplicada a la Victoria University de Manchester, (1924–1928), abans de la seva cita com a professor de Matemàtiques i a una beca a l'escola Wadham d'Oxford, el 1928.
El primer treball de Milne era en astrofísica matemàtica. Des de 1932 també treballava sobre el problema de l'univers d'expansió i dins de Relativitat, Gravitació, i Estructura Mundial (Relativity, Gravitation, and World-Structure) (1935), proposa una alternativa a la teoria de la relativitat general d'Albert Einstein. La diferència principal entre el model de Milne d'un univers en expansió, i el model corrent d'un univers en expansió (Einstein) era que Milne no assumia a priori que l'univers té una distribució de matèria homogènia. No incloïa la interacció de gravitació al model tampoc.
El seu treball posterior, on s'ocupava de l'estructura de l'interior de les estrelles, provocava controvèrsia. Milne era president de la Royal Astronomical Society, (1943–1945).
Era, com seria també Charles Coulson, un pioner en discussions de relació entre la ciència i la religió.
Va morir d'un atac de cor a Dublín, Irlanda, mentre preparava per donar un conjunt de conferències. Aquests es poden trobar escrites en un dels seus últims llibres publicats: Cosmologia moderna i la idea cristiana de Déu (1952).

## Obres
- Thermodynamics of the Stars (1930)
- The White Dwarf Stars (1932)
- Relativity, Gravitation and World-Structure (1935)
- Kinematic Relativity (1948)
- The White Dwarf Stars, Oxford: Clarendon Press, 1932.
- Relativity, gravitation and world-structure, Oxford: Clarendon Press, 1935.
- The Inverse Square Law of Gravitation, London: Harrison and Son, 1936.
- The Fundamental Concepts of Natural Philosophy, Edinburgh: Oliver & Boyd, 1943.
- Kinematic relativity; a sequel to Relativity, gravitation and world structure, Oxford: Clarendon Press, 1948.
- Vectorial Mechanics, New York: Interscience Publishers, 1948.
- Modern Cosmology and the Christian Idea of God, Oxford: Clarendon Press, 1952.
- Sir James Jeans: A Biography, Cambridge University Press, 1952.